# John Kerr junior
John Kerr Jr. (* 10. Februar 1811 bei Danville, Virginia; † 5. September 1879 in Reidsville, North Carolina) war ein US-amerikanischer Politiker. Zwischen 1853 und 1855 vertrat er den Bundesstaat North Carolina im US-Repräsentantenhaus.

## Werdegang
John Kerr war der Sohn des gleichnamigen Kongressabgeordneten John Kerr (1782–1842), der zwischen 1813 und 1817 für Staat Virginia im US-Repräsentantenhaus saß. Der jüngere Kerr besuchte Schulen in Richmond. Nach einem anschließenden Jurastudium und seiner Zulassung als Rechtsanwalt begann er in Yanceyville (North Carolina) in diesem Beruf zu arbeiten. Zwischen 1844 und 1856 fungierte er als Kurator des Wake Forest College; zwischen 1846 und 1868 war er auch Kuratoriumsmitglied der University of North Carolina.
Politisch war Kerr Mitglied der Whig Party. 1852 kandidierte er erfolglos für das Amt des Gouverneurs von North Carolina. Bei den Kongresswahlen desselben Jahres wurde er im fünften Wahlbezirk von North Carolina in das US-Repräsentantenhaus in Washington, D.C. gewählt, wo er am 4. März 1853 die Nachfolge von Abraham Watkins Venable antrat. Da er im Jahr 1854 nicht bestätigt wurde, konnte er bis zum 3. März 1855 nur eine Legislaturperiode im Kongress absolvieren. Diese waren von den Ereignissen und Diskussionen im Vorfeld des Bürgerkrieges geprägt. Im Zentrum der Diskussionen stand damals die Frage der Sklaverei.
In den Jahren 1858 und 1860 gehörte Kerr dem Repräsentantenhaus von North Carolina an. Während des Bürgerkrieges war er Richter am North Carolina Supreme Court, von 1874 bis 1879 dann am Superior Court. John Kerr starb am 5. September 1879 in Reidsville.